# Pontius Pilatus – Statthalter des Grauens
Pontius Pilatus – der Statthalter des Grauens (Originaltitel: Ponzio Pilato) ist ein französisch-italienischer Sandalenfilm aus dem Jahr 1962. Er handelt von dem römischen Statthalter Pontius Pilatus.

## Handlung
Pontius Pilatus muss sich vor Caligula und dem römischen Senat verantworten, die Juden unterdrückt und von ihnen entgegen der jüdischen Tradition zur Befriedigung seiner Habgier und Eitelkeit die Tempelsteuer erhoben zu haben.
In einer Rückblende erfährt man Pilatus' Geschichte:
Als er bei seiner Ankunft in Judäa von Kaiphas begrüßt wird, scheitert ein Attentat von Barabbas auf Pilatus und seine Soldaten. Pilatus lässt sich sofort von der Situation in Judäa unterrichten: Unruhestifter Barabbas entwischt immer wieder den römischen Soldaten; König Herodes Antipas aus Galiläa ist beunruhigt über die Wirkung eines einfachen Predigers, dem immer mehr Menschen folgen. In Samaria wiederum herrscht Wasserknappheit, der Hohe Rat jedoch weigert sich, die Kosten für ein Aquädukt mitzufinanzieren. Der Aquädukt könne nicht mit der Tempelsteuer finanziert werden, da diese nur dem Ruhm Gottes diene. Pilatus setzt den Bau des Aquädukts jedoch durch und auferlegt den Samaritern für dieses Vorhaben eine zusätzliche Abgabe.
Als Pilatus den Geldwechsler Aaron El Mesin verhaften lässt, da dieser als führend darin bezichtigt wird, die Menschen beim Geldwechseln zu betrügen, weigert sich dessen Tochter Sarah, ihren Vater zu verraten, und wird selbst verhaftet.
Sarah will Pilatus aus Rache für die geplante Verhaftung ihres Vaters erstechen; doch wird sie von Pilatus freigelassen. Pilatus und Sarah kommen sich näher; sie versucht, ihm ihren Glauben näher zu bringen. Im Hohen Rat jedoch regt sich Widerstand gegen den Aquäduktbau, im Gegenzug lässt Pilatus zur Finanzierung des Projekts die Hälfte der Tempelsteuer beschlagnahmen. Kaiphas warnt Pilatus vor dieser Maßnahme; mit Mühe kann Pilatus die Arbeitsverweigerung der Sklaven beenden. Als Pilatus' Gattin Claudia zu Besuch kommt, kommt ihr zu Ohren, er habe eine Geliebte.
Aaron wird freigelassen und ist erbost darüber, dass dies nur möglich war, weil Pilatus und Sarah einander lieben. Claudia ist beeindruckt von Jesu Worten, dass nur die wahre Liebe verzeihen kann, und vergibt Pilatus seine Untreue.
Nach einem Überfall durch Barabbas kommt es zum Konflikt zwischen Pilatus und dem jüdischen Volk über die Ausübung ihrer Religion. Pilatus will Waffengewalt anwenden, lässt sich aber dazu bewegen, dem Volk seinen Glauben zu lassen und ihm Schutz zu gewähren.
Als Barabbas immer gefährlicher wird, verrät Aaron den Römern dessen Aufenthaltsort. Es kommt zum Kampf zwischen den am Aquädukt eingesetzten Sklaven und den Römern.
Während Barabbas' Raubzüge immer grausamer werden, zieht Jesus in Jerusalem ein. Gegen die Zahlung von 30 Silberlingen führt Judas die Hohepriester zu Jesus. Jesus wird von den Hohepriestern verhört; Pilatus verurteilt ihn trotz Claudias Warnungen zum Tode. In Jesu Todesstunde kommt es zu einem Erdbeben, in dem Claudia umkommt.
Caligula droht Pilatus damit, dass dessen Schicksal allein von seinem Urteil abhänge. Pilatus jedoch erwidert, dass sein Richter nicht von dieser Welt sei.

## Kritiken
Das Lexikon des internationalen Films schrieb, die Inszenierung sei ein „phantasievolle Versuch einer Charakter- und Entwicklungsstudie des Pontius Pilatus im Stil der großen Bibelfilme.“

„Die Motivierung für die Bekehrung des Statthalters wie auch des Hohepriesters Kaiphas und des Judas bleibt nicht uninteressant. Daneben steht aber handfester Kitsch und ein unerleuchteter und daher abwegige Blüten treibender Hang zur Symbolik.“

## Synchronisation
Die Berliner Synchron GmbH Wenzel Lüdecke besetzte unter der Regie von Klaus von Wahl, der das Buch von Fritz A. Koeniger umsetzte:
- Jean Marais: Holger Hagen
- Jeanne Crain: Dagmar Altrichter
- Basil Rathbone: Eduard Wandrey
- Letícia Román: Uta Hallant
- Massimo Serato: Jürgen Thormann
- Riccardo Garrone: Arnold Marquis
- Livio Lorenzon: Martin Hirthe
- Gianni Garko: Michael Chevalier
- John Drew Barrymore: Peter Schiff
- Roger Tréville: Konrad Wagner
- Dante DiPaolo: Edgar Ott